# Alex Au
Alex Au Waipang (en xinès simplificat: 区伟鹏; en xinès tradicional: 區偉鵬; en pinyin: Ōu Wěi Péng), també conegut pel seu pseudònim en Internet com Yawning Bread, és un defensor dels drets de les persones LGBT a Singapur. Au és un bloguer i activista que ofereix anàlisi de la política, la cultura, les qüestions relatives a la homosexualitat i temes diversos de Singapur en el seu blog. També és coautor de dos llibres, People Like Us: Sexual Minorities in Singapore i un assaig en francès sobre homofòbia titulat L'Homophobie.
Va ser el propietari de Rairua, la primera sauna gai nua de Singapur.

## Biografia
Au, d'ascendència cantonesa, va néixer a Singapur en 1952. Va assistir a l'Escola Anglo-Xinesa per a la seva educació primària i secundària i va obtenir el seu títol terciari en la Universitat Nacional de Singapur. Després de la seva graduació, va treballar en un lloc de direcció en una empresa multinacional britànica abans d'expandir-se pel seu compte com a propietari de diversos negocis de servei d'àpats per a la comunitat gai, així com escriptor independent. Va ser un dels membres fundadors, juntament amb Joseph Lo i el Dr. Russell Heng, del principal grup de pressió per a la igualtat dels homosexuals a Singapur, People Like Us, i també el fundador i propietari de la llista de notícies dels homosexuals de Singapur (SiGNeL), el primer fòrum de discussió per a la comunitat gai de Singapur. En 2002, se li va atorgar el premi Utopia per les seves destacades contribucions per la millora de la qualitat del col·lectiu LGBT a Àsia.
El juliol de 2003, Au va ser identificat com una activista gai per l'ara desaparegut canal de televisió anomenat Channel i. Les seves opinions van ser sol·licitades arran del recent anunci del Primer Ministre Goh Chok Tong que d'ara endavant es liberalitzaria la contractació de gais en l'administració pública. En el període previ a les eleccions generals de Singapur de 2006, Au va donar àmplia cobertura a les manifestacions dels partits de l'oposició a les quals van assistir grans multituds. Au va utilitzar les seves connexions amb People Like Us i amb els principals professionals de l'escena local de les arts homosexuals per a organitzar IndigNation, el primer mes de l'orgull gai de Singapur en 2005 i Short Circuit, el primer festival de cinema gai de Singapur en 2006.
El juliol de 2012, l'oficina del Fiscal General va escriure a Au, exigint-li que retirés i es disculpés per una entrada de juny de 2012 en el seu blog "Yawning Bread" en la qual criticava al poder judicial per mostrar deferència cap a l'executiu. Au va retirar immediatament l'article. A l'octubre de 2014, el Conseller Superior de l'Estat Tai Wei Shyong, actuant en nom del fiscal general, va instar el Tribunal Superior que condemnés a Au per desacatament al tribunal per dos articles de Yawning Bread que feien semblar que hi havia un "biaix sistèmic" en el poder judicial de Singapur contra els casos relacionats amb l'homosexualitat. En el seu defensa, els advocats d'Au, Peter Low i Choo Zheng Xi, van acusar el Fiscal General de ser "gallet fàcil" en portar al seu client davant el tribunal per "imputació, insinuació i insinuació". El 22 de gener de 2015, Au va ser declarat culpable d'escandalitzar al tribunal respecte a un dels seus dos articles de "Yawning Bread" i li va imposar una multa de 8.000 dòlars, si bé va ser absolt de la segona acusació. El Tribunal d'Apel·lació va rebutjar la seva apel·lació l'1 de desembre de 2015.